# Lulach

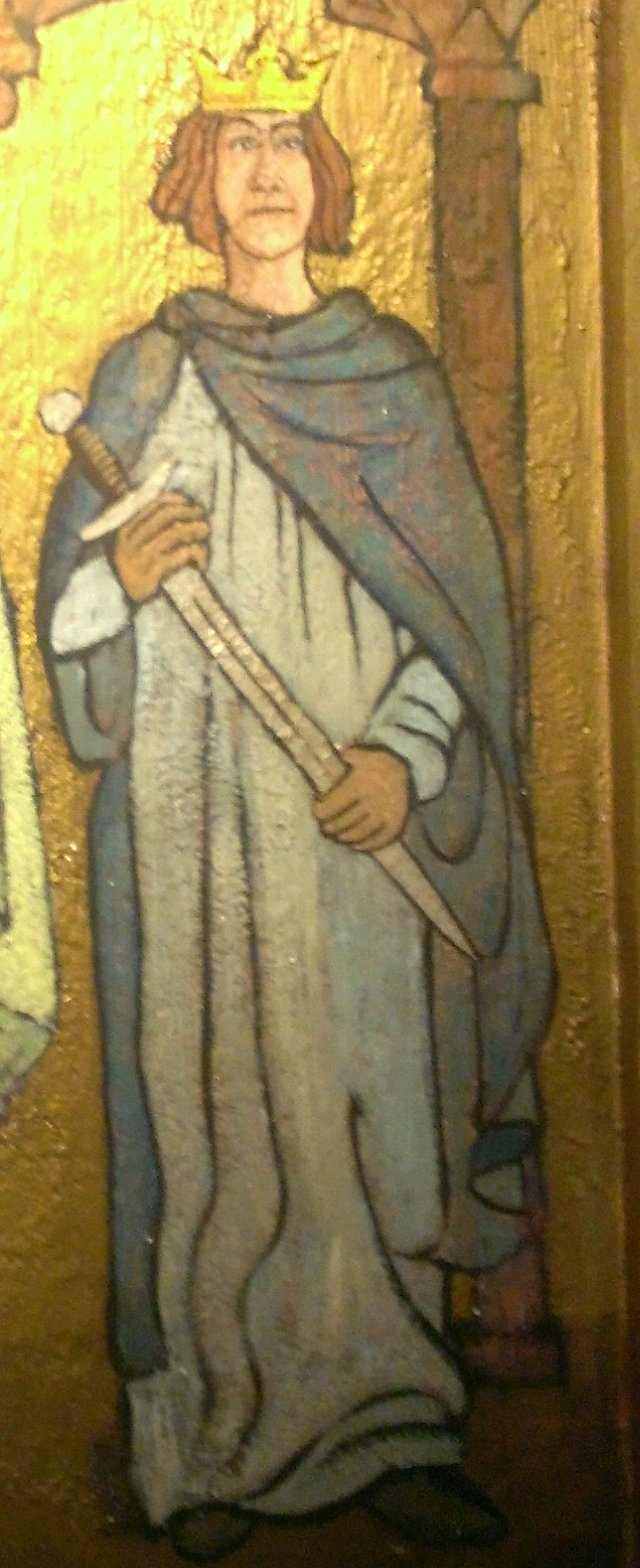

Lulach (Lulach mac Gille Coemgáin en gaélique) est brièvement roi d'Écosse de 1057 à sa mort. Les listes royales des XIIe et XIIIe siècles le surnomment « l'Infortuné » (tairbith en gaélique, infelix en latin) ou « l'Idiot » (fatuus en latin).

## Biographie
Né vers 1031, Lulach est le fils de Gillacomgain mac Maelbrigte, mormaer de Moray depuis 1029, et de Gruoch, fille de Boite mac Cinaeda. Son père est tué en 1032, probablement sur ordre de Macbeth. Ce dernier lui succède comme mormaer de Moray et épouse Gruoch, devenant ainsi le beau-père de Lulach.
Lulach devient roi après la mort de Macbeth dans un combat contre Malcolm Canmore à Lumphanan, le 15 août 1057. Il est remarquable qu'après cette défaite, les partisans de Macbeth soient encore assez puissants pour imposer Lulach comme roi au détriment de Malcolm. En réalité, il est possible que Lulach n'ait été reconnu roi qu'en Moray, une région qui aurait résisté à l'invasion de Malcolm plus longtemps que le reste de l'Écosse. Dans ce cas, il est peu probable qu'il ait été couronné à Scone comme l'affirme Jean de Fordun.
Son règne ne dure que sept mois : il est tué par Malcolm le 17 mars 1058, à Essie, près de Rhynie, en Strathbogie dans l'actuel Aberdeenshire. Les circonstances de sa mort sont incertaines : Fordun rapporte des traditions contradictoires qui le font mourir en bataille rangée, ou dans une embuscade (les Annales de Tigernach qualifient sa mort de « per dolum », « par traîtrise ») 
Dauvit Broun suggère une autre interprétation des faits : Lulach et Malcolm auraient été dans un premier temps alliés contre Macbeth, responsable de la mort de leurs pères respectifs, avant de devenir rivaux après la disparition de leur ennemi commun. Nick Aitchison juge cette hypothèse peu probable.
Selon les sources, Lulach est inhumé à Iona ou bien non loin d'Essie, là où il est mort. Une tradition locale veut que la « Pierre de Luath », une pierre dressée située dans la paroisse de Tough, marque l'emplacement de sa tombe, mais il s'agit plus vraisemblablement d'un mégalithe préhistorique.

## Union et descendance
Lulach aurait épousé Finnghuala, la fille de Sinhill, mormaer d'Angus, et laisse deux enfants :
- Mael Snechta (mort en 1085), mormaer de Moray ;
- une fille qui épouse Aedh, mormaer de Moray.